# Xanthochlorus flavicans
Xanthochlorus flavicans är en tvåvingeart som beskrevs av Negrobov 1978. Xanthochlorus flavicans ingår i släktet Xanthochlorus och familjen styltflugor.
Artens utbredningsområde är Tadzjikistan. Inga underarter finns listade i Catalogue of Life.